# Perudyptes devriesi
Perudyptes devriesi — викопний вид пінгвінів, що існував в еоцені (42 млн років тому).

## Скам'янілості
Частковий скелет з черепом знайдено у відкладеннях формації Паракас в Перу.

## Опис
За оцінками, пінгвін сягав заввишки 76 см.